# جو بريتشارد
جو بريتشارد (بالإنجليزية: Joe Pritchard)‏ هو مدير فني أمريكي، ولد في 15 مايو 1886 في Sharon, Madison County, Mississippi ‏ في الولايات المتحدة، وتوفي في 14 يوليو 1947 في مقاطعة صنفلور في الولايات المتحدة.